# 韓國跨性別者
跨性別是描述性別認同與出生時指定性別不一致者的用語。大韩民国存在跨性別群體，亦有機會接受性別肯定手術，但韓國跨性別者仍面臨諸多障礙。同性愛者人權連帶首任代表林泰勳曾表示「在所有性少數群體中，跨性別者處於最底層，常遭家庭拋棄，其中大多數還因欺凌而輟學，外表與住民登錄番號的不一致往往令其難以找到體面的工作」。

## 韓國跨性別者歷史

### 早期歷史
1955年8月13日，首爾赤十字醫院實施了韓國首例性別肯定手術。

### 娛樂界跨性別者歷史
2000年代初以來，有多位跨性別者現身於韓國公眾視野。韓國第二個變更法定性別的人是歌手、模特兒及演員河莉秀，她還為了“為許多像自己一樣受到傷害、同前後輩有點孤立的人創造一個空間”，於2009年6月在首爾特別市狎鷗亭洞開設“Tran-Mix”。樂團Lady於2005年出道，有Sinae（신애）、Sahara（사하라）、Binu（비누）、Yuna（유나）共4名成員，為韓國首個成員全為跨性別者的樂團，其成立受到河莉秀現身及成名的啟發，後於2007年解散。跨性別模特兒及歌手崔韓光於2016年在女子樂團Mercury出道。

### 韓國軍隊與LGBT軍人

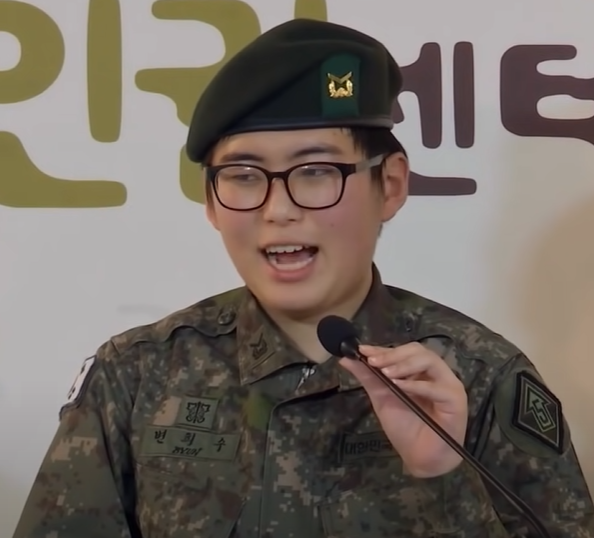
邊希秀

韓國軍隊歷來歧視有LGBT認同的軍人。2020年，兩名同性軍人因口交而被起訴，根據《軍刑法》第92條第6項，此種行為屬於「肛門性交或其他猥褻行為」。軍人不在勤時實行此種行為亦會依據該法被起訴。跨性別者則不得參軍。邊希秀是韓國軍隊中首位公開跨性別身分的軍人，在接受性別肯定手術後被認為是“障礙者”，2020年1月22日被陸軍除役。

### 法制史
韓國沒有全面的反歧視法律，不過「國家人權委員會已將對基於性取向歧視的禁止闡釋為涵蓋基於性別認同與針對跨性別者的歧視」。然而這些指導方針不具約束力，國家人權委員會缺乏執行權。跨性別者若年齡19歲及以上、無婚姻關係、父母同意且無未成年子女，可經由法院判決變更身分證明文件上的法定性別。韓國是成年人變更性別須經父母同意的唯一國家，與日本一樣是要求證明無婚姻關係的僅有國家。2015年6月，韓國的法院推翻了一個月前禁止LGBT+驕傲遊行的判決，原先的判決是該活動15年歷史上首次遭禁止。
韓國法律上僅承認男性與女性兩種性別，其他性別認同不具法律地位。

## 跨性別者與韓國文化

### 信仰
儒學及其原則在韓國文化中有重要地位，鄰近的中國在前2世紀的漢代即將儒學定為官方思想。新儒學在14世紀後廣為接受，這種形式的儒學思想強調公共及私人領域嚴格的等級角色。

### 社會
在韓國，「改變性別即改變性別角色」，因為法律身分與家庭關係緊密關聯，特別是在家庭關係登錄方面。此外，住民登錄番號的第7位數字基於出生年及性別產生。

#### 對跨性別者的態度
加州大学洛杉矶分校法学院威廉斯研究所於2019年對韓國公民開展研究，以了解韓國公眾對跨性別權益的看法。調查顯示“大多數人對性別肯定手術、生育權利、政府的反歧視保護以及參軍權利表示支持”，但大眾對出生性別相同者之婚姻、收養、使用符合性別認同之廁所等的支持程度較低。
調查顯示，韓國的健康照護專業人士往往對跨性別者持強烈的負面看法。研究還發現，對跨性別者及跨性別問題了解較多的健康照護提供者對跨性別者態度更積極，但持負面觀點的健康照護提供者往往更多地參與跨性別者相關數據收集。

### 文學
河成蘭小說集《鄰居女子》中的你的後視鏡一作有跨性別角色登場。一些評論者認為這個角色經歷了跨性別恐懼的情節。